# Revius Lyceum Wijk bij Duurstede
Het Revius Lyceum Wijk bij Duurstede (Revius Wijk) is een school voor voortgezet onderwijs in Wijk bij Duurstede. De school maakt deel uit van de CVO Groep.
Leerlingen kunnen verschillende opleidingen volgen: vmbo-b/k (tot en met het 2e jaar), vmbo-tl (volledig), havo (volledig) en vwo (tot en met het 3e jaar). De vervolgjaren kunnen worden afgelegd in Doorn (Revius Lyceum Doorn), met uitzondering van het vmbo b/k (vaak gaan leerlingen voor het vervolg van hun opleiding naar het Christelijk College Zeist). Laatstgenoemde scholen vallen ook onder het bestuur van de CVO Groep.